# Sertucha
Sertucha es una entidad de población española del municipio de Gatica, perteneciente a la provincia de Vizcaya, en la comunidad autónoma del País Vasco.

## Toponimia
El lugar puede aparecer referido como «Sertucha» y «Sertutxa».

## Historia
Hacia mediados del siglo XIX, el lugar, ya por entonces perteneciente a Gatica, tenía contabilizada una población de 137 habitantes. Aparece descrito en el decimocuarto volumen del Diccionario geográfico-estadístico-histórico de España y sus posesiones de Ultramar de Pascual Madoz con las siguientes palabras:

SERTUCHAS: barrio en la prov. de Vizcaya, part. jud. de Bilbao, térm. jurisd. de Gatica. Tiene 17 casas, 20 vec., 133 almas.
(Madoz, 1849, p. 198)

En 2022, tenía empadronados 770 habitantes.